# Utrechtse Zwemclub Star Combinatie
L'Utrechtse Zwemclub Star Combinatie è un club che si occupa di sport acquatici con sede nella città di Utrecht (Paesi Bassi), nota particolarmente per la sua sezione pallanuotistica, sia maschile che femminile.

## Storia
Il club, fondato il 13 luglio 1945, è frutto di una fusione tra l'Utrechtse Zwem-Club (fondato il 25 aprile 1912) e un altro club, chiamato semplicemente Star. L'unione di queste due società ha portato quindi all'attuale denominazione, ed è il più delle volte identificato con la sigla UZSC.

## Palmarès

### Settore maschile
- Campionato olandese: 4

2015, 2016, 2017, 2019
- KNZB Beker: 3

2014, 2017, 2021
- Supercoppa dei Paesi Bassi: 4

2014, 2015, 2016, 2019

### Settore femminile
- Campionato olandese: 2

1942, 2017
- KNZB Beker: 1

2017
- Supercoppa dei Paesi Bassi: 2

2016, 2017